# Eugénie Sellers Strong

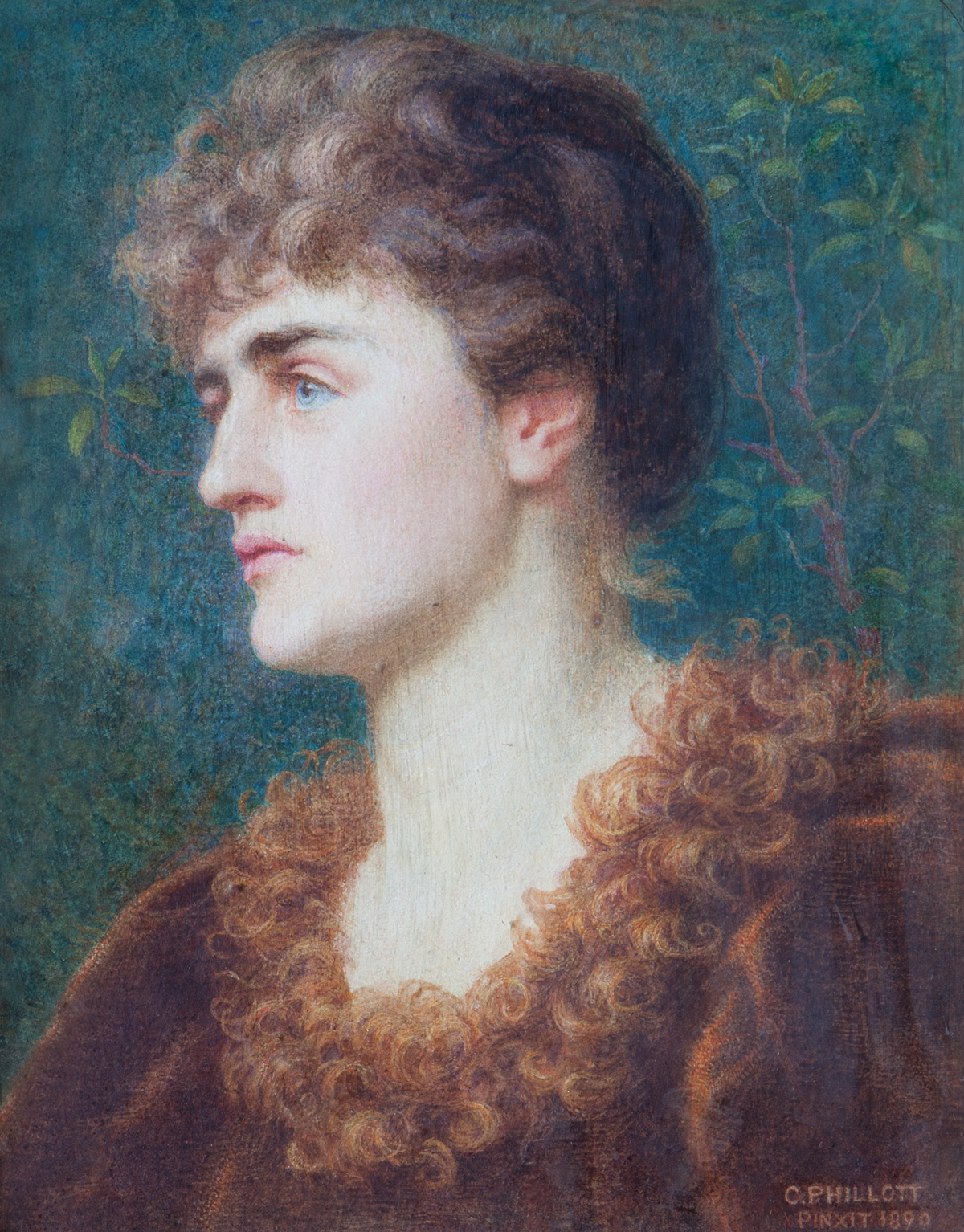
Eugénie Sellers Strong, 1890 gemalt von Constance Phillott.

Eugénie Sellers Strong (geboren am 25. März 1860 in London; gestorben am 16. September 1943 in Rom) war eine britische Klassische Archäologin.

## Leben
Eugénie Strong war die Tochter des Weinhändlers Frederick William Sellers und Anna Oates Sellers, die aus einem Adelsgeschlecht des Périgords in der Dordogne stammte. Eugénie Strong besuchte zunächst die Schule im spanischen Valladolid und anschließend den Konvent der Schwestern des Heiligen Paulus im französischen Dourdan. Nach dem Tod ihrer Eltern – ihre Mutter starb 1871, ihr Vater 1877 – absolvierte sie das Girton College in Cambridge und schloss 1882 in Classical honours tripos – allerdings ohne die Verleihung eines akademischen Grades, was Frauen noch bis 1948 in Cambridge verwehrt wurde – ab. Für kurze Zeit war sie Lehrerin an der St. Leonard’s School im schottischen St. Andrews, bevor sie bei Charles Thomas Newton ein Studium der Klassischen Archäologie an der Universität London aufnahm.
Strong  lernte in dieser Zeit einige der bekanntesten britischen Künstler der Zeit – Frederic Leighton, Edward Burne-Jones und Lawrence Alma-Tadema – kennen, mit denen sie eine enge Verbindung aufbaute; den Präraffaeliten unter ihnen stand sie auch Modell. Sie verkehrte mit Lady Ottoline Morrell und kannte Gertrude Bell. Für lange Zeit bestimmend war ihr Verhältnis zur Archäologin Jane Ellen Harrison, deren Bekanntschaft sie in London machte, als sie 1890/91 an der Universität Aufbaukurse und Vorlesungen über griechische Kunst im British Museum hielt.
Im gleichen Jahr noch wurde Strong die erste Studentin an der British School at Rome und publizierte ihre Übersetzung von Carl Schuchhardts Buch über Heinrich Schliemanns Ausgrabungen in Troja ins Englische. Ihr Studium der Klassischen Archäologie setzte sie in München bei Adolf Furtwängler und Ludwig Traube fort. 1895 veröffentlichte sie ihre Übersetzung von Furtwänglers Meisterwerke der griechischen Plastik. 1897 heiratete Sellers den Kunsthistoriker und Bibliothekar Sandford Arthur Strong. Eine weitere bedeutende Übersetzung folgte: Franz Wickhoffs Beitrag zur Wiener Genesis von Wilhelm August Hartel erschien 1900 als Roman Art: Some of its Principles and their Application to Early Christian Painting.
Mit dem Tode ihres Mannes im Jahr 1904 verlor Strong die bisher gewohnte finanzielle Unabhängigkeit und sie erlitt einen gesundheitlichen Zusammenbruch. Spencer Cavendish, 8. Duke of Devonshire, bei dem Arthur Strong seit 1895 als Bibliothekar im Chatsworth House angestellt gewesen war, und seine Frau Luise von Alten boten ihr an, die Position ihres Mannes zu übernehmen. Somit beruhigte sich ihre finanzielle Situation schnell wieder und sie hatte diese Stellung von 1904 bis 1909 inne. Im Jahr 1905 unternahm sie zusammen mit Henriette Hertz eine Griechenlandreise, auf der sie unter anderem den Archäologen Ludwig Curtius traf, mit dem sie fortan eine lebenslange Freundschaft verband. Im Jahr 1906 ernannte sie das Kaiserlich Deutsche Archäologische Institut zum korrespondierenden Mitglied.
Mit Roman Sculpture from Augustus to Constantine veröffentlichte Strong 1907 ihr wichtigstes Werk, das ihr 1909 die Stelle des Zweiten Direktors an der British School at Rome unter Thomas Ashby einbrachte. Sie behielt diese Position bis 1925, als sich der Verwaltungsrat der British School genötigt sah, Ashby und Strong aus ihren Ämtern zu entlassen, um den Ruf der Schule zu retten. Machtkämpfe im Hintergrund, die durch Ashbys Frau ausgelöst worden waren, machten diese Entscheidung notwendig. In den Jahren zuvor hatte die Anstellung Strongs, die eine gute Managerin der täglichen Aufgaben des Instituts war, durchaus die Reputation der British School erhöht. Das Girton College machte sie 1910 zu seinem Mitglied. Am Archaeological Institute of America hielt sie die Charles Eliot Norton Lectures, deren Ertrag 1915 als Apotheosis and After Life erschien. 1920 las sie die Rhind Lectures an der Universität Edinburgh. 1927 wurde sie Commander des Order of the British Empire.
Nach dem Ausscheiden aus der British School führte Strong ihre Forschungen und Publikationstätigkeit weiter und lieferte zwei umfassende Beiträge zur Neuauflage der Cambridge Ancient History: The Art of the Roman Republic und The Art of the Augustan Age. Außerdem publizierte sie 1928 das zweibändige Werk Art in Ancient Rome.
Eugénie Sellers Strong, die eines der ersten weiblichen Mitglieder der Society of Antiquaries of London wurde, führte einen der wichtigsten römischen Salons ihrer Zeit, zu dem eingeladen zu sein und der Doyenne zu lauschen für Studenten, Gelehrte und Künstler eine Ehre war. Strong erhielt 1938 für ihre Leistungen die Goldmedaille der Stadt Rom und verbrachte als begeisterte Anhängerin Benito Mussolinis, was – wie bei vielen Altertumswissenschaftlern zur römischen Antike der Zeit – vor allem seinem archäologischen Engagement geschuldet war, die Zeit des Zweiten Weltkriegs in Rom. Sie wurde auf dem Campo Verano in Rom bestattet. Ihr Verhältnis zum italienischen Faschismus hat ihren Ruf über Jahre nach ihrem Tod schwer beschädigt und ihre wissenschaftliche Leistung in den Hintergrund treten lassen.

## Publikationen (Auswahl)
Übersetzungen
- Schliemann’s Excavations: an Archaeological and Historical Study. Macmillan and Co., London 1891 (Übersetzung von: Carl Schuchhardt: Schliemanns Ausgrabungen in Troja, Tiryns, Mykenä, Orchomenos und Ithaka. Brockhaus, Leipzig 1891).
- Masterpieces of Greek Sculpture: a Series of Essays on the History of Art. W. Heinemann,  London 1895 (Übersetzung von: Adolf Furtwängler: Meisterwerke der griechischen Plastik. Kunstgeschichtliche Untersuchungen. Giesecke & Devrient, Leipzig 1893).
- Roman Art: Some of its Principles and their Application to Early Christian Painting. W. Heinemann, London 1900, (Teilübersetzung aus: Franz Wickhoff, Wilhelm August Hartel: Die Wiener Genesis. F. Tempsky, Wien und Freytag, Leipzig 1895).
- The Museums and Ruins of Rome. 2. Bände. Duckworth & Co., London 1912 (Teilübersetzung von: Walther Amelung, Heinrich Holtzinger: Rom. Band 2: Die Ruinen Roms. Band 3: Die Antiken-Sammlungen. Stuttgart 1890).

Monographien
- Roman Sculpture from Augustus to Constantine. Duckworth and Co., London 1907.
- Apotheosis and After Life: three Lectures on Certain Phases of Art and Religion in the Roman Empire. Constable, London 1915.
- Art in Ancient Rome. Ars una: species mille. General History of Art 5, Band 1: From the Earliest Times to the Principate of Nero. Band 2: From the Flavian Dynasty to Justinian. Scribner, New York 1928.